# تأثير زيجارنيك

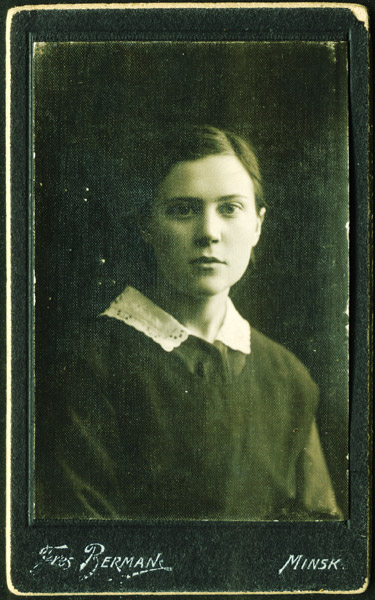
بلوما زيجارنيك

في علم النفس، يوضح تأثير زيجارنيك بأن الناس يتذكرون المهام غير المكتملة أو التي تم مقاطعتها أفضل من المهام المكتملة. في علم النفس الغشتالتي، تأثير زيجارنيك استخدم للتدليل على الوجود العام لظاهرة جشطالت ليس فقط وجود إدراكي بل أيضاً وجود معرفي.

## نظرة عامة
لاحظ عالم النفس الشهير "كورت ليفين "خلال عدة زيارات لعدد من المطاعم والمقاهي المختلفة ان الجرسونات (جمع جرسون) لا ينسون ابدا الزبائن الذين لم يسددوا بعد فاتورة طلباتهم مهما طالت جلسة هؤلاء الزبائن، وبمجرد ان يقوموا بالسداد ينسون امرهم تماما. اهتمت تلميذته وعالمة النفس أيضا " بلوما زيجارنيك بهذه الظاهرة وقامت بإجراء سلسلة من التجارب لكشف تفاصيل هذه الظاهرة ودوافعها الكامنة، ونشرت بحثا لها حول ما أسمته تأثير زيجارنيك في عام 1927.
ويمكن تفسير ميزة التذكر من خلال العودة إلى نظرية مجال لوين: «إن المهمة التي تبدأ ينشأ عنها توترًا خاصًا بها، مما يزيد الرغبة في انهاءها لتخفيف التوتر. وإذا تم توقفها، يتم إعاقة الحد من التوتر. ومن خلال التوتر المستمر، يصبح الوصول إلى تفاصيها أكثر سهولة، ويمكن تذكره بسهولة.»
و يعني تأثير زيجارنيك أن الناس يتذكرون بشكل أفضل بكثير المهام غير مكتملة أو تلك المواقف التي تم مقاطعتها أو التوقف عنها مقارنة بالمهام المنجزة أو التي تمت.
و في ضوء هذا المفهوم، ينصح أطباء علم النفس الطلبة أو العاملين بضرورة عدم الاستمرار لمدة 3 ساعات متتالية دون انقطاع أو توقف بل من الضروري أخذ عدة راحات صغيرة وممارسة أي شيء اخر، أو أخذ قيلولة بسيطة، لان هذا يحسّن من قدرة العقل على تذكر تفاصيل الدراسة أو العمل بشكل أفضل.
و ينصح الأطباء أيضا هؤلاء الذين يعانون من تردد لحن أو أغنية في ذهنهم دون ان يقدرون على ايقافها - تلك الظاهرة التي يسميها علماء النفس دودة الأذن- بان يقومون بالاستماع إلى الاغنية أو الموسيقى التي تسيطر على عقلهم بشكل كامل، ويؤكدون ان هذا سيساعدهم على التخلص منها فورا. وهناك تطبيقات كثيرة لذلك في مجال العمل وضرورة وضع جدول مرن بدل من نظام العمل 8 ساعات يوميا.

### تأثير أوفيسيانكينا
لا ينبغي الخلط بين تأثير زيجارنيك وتأثير أوفيسيانكينا.
كانت ماريا أوفيسيانكايا زميلة لبلوما زيغارنيك التي حققت في تأثير انقطاع المهمة على الميل لاستئناف المهمة في الفرصة التالية.

## الإنتقادات
كانت حقيقة تأثير زيجارنيك مسألة مثيرة للجدل. فشلت العديد من الدراسات التي حاولت تكرار تجربة زيغارنيك، التي تم إجراؤها في وقت لاحق في بلدان أخرى، في العثور على اختلافات جوهرية في إستدعاء الذاكرة بين المهام المنتهية وغير المنجزة (المتقطعة) (على سبيل المثال فان بيرغن، 1968).

### زيجارنيك
- نسخة إنجليزية مختصرة بصيغة PDF.

## وصلات خارجية
- The Zeigarnik effect